# 2018年4月逝世人物列表
2018年逝世人物列表：1月 - 2月 - 3月 - 4月 - 5月 - 6月 - 7月 - 8月 - 9月 - 10月 - 11月 - 12月
2018年4月逝世人物列表，是用于汇总2018年4月期间逝世人物的列表。

## 依日期排序

### 30日
- I·H·拉夫（英语：I. H. Latif），94歲，印度軍官，前空軍參謀長（英语：Chief of the Air Staff (India)）。[1]
- 李俊九（英语：Jhoon Goo Rhee），86歲，韓國跆拳道大師。[2]
- 賴義雄，78歲，台灣基隆人，美國華府最大台灣智庫「全球台灣研究中心」董事長，知名軍事戰略學者。死於中風（拔管日）。[3][4]
- 木下忠司（日语：木下忠司），102岁，日本作曲家。[5]
- 安納托利·卡托克（俄語：Анатолий Борисович Каток），73歲，美國俄裔數學家，死於肺炎。[6]
- 曼弗雷多·杜卡莫（葡萄牙語：Manfredo Perdigão do Carmo），89歲，巴西數學家，研究微分幾何。[7]
- 沈永权，86岁，原解放军艺术学院政治委员。[8]
- 彭万年，65岁，中国教育人物，澳门科技大学教授。[9]
- 包慧，97岁，中国新闻工作者，原中国人民大学新闻系编辑教研室主任，副教授。[10]

### 29日
- 胡亚东，91岁，中国高分子化学家，中国科学院化学研究所原所长、研究员，中国化学会原理事长。[11]
- 羅伯特·曼丹（英语：Robert Mandan），86歲，美國演員。[12]
- 路易斯·加西亞·梅薩（西班牙語：Luis García Meza），88歲，前玻利维亚总统，死於心臟病。[13]
- 斯坪本男爵邁克爾·馬丁（英语：Michael Martin, Baron Martin of Springburn），72歲，英國政治人物，前下議院議員與議長。[14]
- 阿菲·伊凡斯（英語：Alfie Evans） ，約2歲，英國罕見退化性神經疾病病童，拔管。[15][16]

### 28日
- 羅伯托·安格萊羅（英语：Roberto Angleró），88歲，波多黎各作曲家和歌手。[17]
- 葉夫根尼·季塔連科（英语：Yevgeny Titarenko），82歲，俄羅斯作家。[18]
- 李永波，47歲，中國四川省重庆市巴南区安澜镇公路办主任、镇党委派驻棋盘村党委书记。死於腦溢血。[19]
- 郭锐，85岁，中南财经政法大学教授。[20]
- 赵麟童，85岁，中国京剧表演艺术家，麒派老生。[21]
- 台灣桃園市敬鵬工業平鎮廠火災殉職消防員：

- 李翰霖，44歲，桃園市政府消防局平鎮分隊小隊長
- 游曜陽，47歲，桃園市政府消防局埔心分隊小隊長
- 林伯庭，22歲，桃園市政府消防局山峰分隊隊員
- 余佳昇，27歲，桃園市政府消防局山峰分隊隊員
- 游博瑜，24歲，桃園市政府消防局山峰分隊隊員
- 林尉熙，22歲，桃園市政府消防局平鎮分隊隊員

### 27日
- 阿爾瓦羅·恩里克·阿爾蘇·伊里戈延（西班牙語：Álvaro Enrique Arzú Irigoyen），72歲，瓜地馬拉前總統。[23]
- 保羅·姜格·威特（英语：Paul Junger Witt），77歲，美國製片人，死於癌症。[24]
- 羅伊·楊（英语：Roy Young (musician)），81歲，英國歌手和鋼琴家。[25]
- 朝丘雪路（日語：朝丘 雪路），82歲，日本女演員、歌手，丈夫為演員津川雅彥。[26]
- 张炬，92岁，原中国人民解放军国防大学国防研究系主任。[27]

### 26日
- 蔣永敬，95歲，台灣歷史學家，前國立政治大學歷史系教授。[28]
- 黃燦浩（朝鲜语：황찬호），32歲，韓國演員。[29]
- 菲利普·H·霍夫（英语：Philip H. Hoff），93歲，美國政治人物，前佛蒙特州州長。[30]
- 肖恩·麥克弗森（英语：Sean McPherson），47歲，美國政治人物，前南达科他州众议院議員，死於癌症。[31]
- 伯多·布施曼（德語：Bodo Buschmann），62歲，德國企業家，知名改裝車品牌巴博斯（Brabus）創辦人。[32]
- 查爾斯·內維爾（英语：Charles Neville (musician)），79歲，薩克斯風手，為美國R&B樂團內維爾兄弟（英语：The Neville Brothers）的成員。死於胰腺癌。[33]

### 25日
- 格雷戈里奧·卡薩爾（英语：Gregorio Casal），82歲，墨西哥演員（《凹凸（英语：La Choca）》）。[34]
- 漢斯-萊因哈德·科赫（英语：Hans-Reinhard Koch），88歲，德國羅馬天主教主教，前天主教愛爾福特教區輔理主教。[35]
- 林益生，69歲，中國四川成都前西川中學校長，病逝。[36]

### 24日
- 李保保，25岁，“中国武警忠诚卫士”，死於胃癌。[37]
- 森田童子，66歲，日本創作歌手，死於心臟衰竭。[38]
- 哈頓·普什沃格納（英语：Hariton Pushwagner），77歲，挪威藝術家。[39]
- 貝拉爾·喬杜里（英语：Belal Chowdhury），79歲，孟加拉詩人。[40]

### 23日
- 蔡萬德，86歲，台灣企業家，原名蔡萬得，國泰蔡家的第一代。[41]（訃聞公開日期）
- 易廷镇，92岁，中国学者，南开大学历史学院教授。[42]
- 秦笃才，84岁，中国民间文学研究专家、复旦大学中国语言文学系教授。[43]
- 衣笠祥雄（日語：衣笠 祥雄），71歲，退役日本職業棒球運動員。曾效力廣島東洋鯉魚隊。[44]
- 唐·布斯塔尼（英语：Don Bustany），86歲，美國電台和電視廣播員（《American Top 40（英语：American Top 40）》）。[45]
- 亨克·特明（英语：Henk Temming），94歲，荷蘭足球運動員（VV DOS）。[46]
- 毛焦里·贝拉（匈牙利語：Magyari Béla），68岁，匈牙利空军上校。[47]

### 22日
- 維阿姆·達赫馬尼（英语：Wiam Dahmani），34歲，摩洛哥女歌手和演員，死於心臟病發。[48]
- 劉立立，79歲，台灣女性電影、電視劇導演。死於小腦萎縮症。[49]
- 小霍伊特·帕特里克·泰勒（英语：Hoyt Patrick Taylor Jr.），94歲，美國政治人物，前北卡羅來納州副州長（英语：Lieutenant Governor of North Carolina）。[50]

### 21日
- 法迪·穆罕默德·巴特斯（英语：Fadi Mohammad al-Batsh），35歲，巴勒斯坦工程師和學者，中槍死亡。[51]
- 菲爾曼·勒·布里斯（英语：Firmin Le Bourhis），68歲，法國作家，死於心臟病發。[52]
- 威勒·特耶（英語：Verne Troyer），49岁，美国男演员。[53]
- 田島鍋（日語：田島 ナビ），117歲260天，日本超級人瑞暨在世最長壽者，最後一位出生於19世紀的人類。[54]
- 邢凤梧，82岁，中国学者，中国矿业大学理学院副教授。[55]

### 20日
- 艾维奇（英語：Avicii），本名提姆·柏格林（瑞典語：Tim Bergling），28岁，瑞典電音DJ、音乐制作人，自杀。[56][57][58]
- 聂璧初，90岁，中國大陸政治人物，原天津市市长，人大常委会主任。[59]
- 格雷斯·杰拉加特·基普喬姆（英语：Grace Jelagat Kipchoim），82歲，肯亞政治人物，前國民議會（英语：National Assembly (Kenya)）議員，死於癌症。[60]
- 阿爾·斯威夫特（英语：Al Swift），82歲，美國政治人物，前美国众议院華盛頓州第二國會選區（英语：Washington's 2nd congressional district）代表議員，死於特發性肺纖維化。[61]

### 19日
- 汪石泉，86歲，台灣作曲家，曾任華視節目部編審，代表作《無敵鐵金剛》台灣版主題曲。[62]
- 斯圖爾特·科爾曼（英语：Stuart Colman），73歲，英國音樂人、唱片製作人和廣播員，死於癌症。[63]
- 弗拉基米爾·萊克霍維（英语：Vladimir Lyakhov），73歲，烏克蘭裔俄羅斯太空人（Soyuz 32、Soyuz T-9（英语：Soyuz T-9）、Soyuz TM-6（英语：Soyuz TM-6））。[64]
- 冯忠宏，中国官员，黑龙江大庆市副市长，坠亡。[65]

### 18日
- 讓·弗洛里（英语：Jean Flori），82歲，法國中世紀歷史學家。[66]
- 路易莎·帕斯托爾·利洛（英语：Luisa Pastor Lillo），69歲，西班牙政治人物，前阿利坎特省省長及圣比森特德尔拉斯佩格市長，死於癌症。[67]
- 珍妮花·賴爾登（英語：Jennifer Riordan），43歲，美國富國銀行新墨西哥州社區關係副總裁。在西南航空1380號航機意外事故中身亡。[68]
- 何康婷，57歲，台灣聲樂家、女高音、音樂教育家。[69]
- 金相賢（朝鲜语：김상현 (1935년)），82歲，韓國政治人物，前韓國國會首爾西大門區（朝鲜语：서울 서대문구의 국회의원）與光州北區代表議員（朝鲜语：광주 북구의 국회의원）。[70]
- 王广兵，中国官员，河南林州市纪委第十四派驻纪检组组长，自缢而死。[71]

### 17日
- 芭芭拉·布什（英語：Barbara Bush），92歲，美國第41任總統老布殊夫人。[72]
- 彼得·吉迪（英语：Peter Guidi），68歲，意大利爵士樂薩克斯管和長笛演奏家，死於克雅二氏病。[73]
- 韋爾·菲利普斯（英语：Vel Phillips），94歲，美國律師與政治人物，前威斯康星州州務卿（英语：Secretary of State of Wisconsin）。[74]

### 16日
- 崔銀姬（韓語：최은희），91岁，韓國女演員。[75]
- 吕传赞，85歲，中國大陸政治人物，河北省人大常委会主任、政协主席。[76]
- 厄爾·B·古斯塔夫森（英语：Earl B. Gustafson），90歲，美國法官與政治人物，前明尼苏达州众议院議員，死於腦退化症。[77]
- 雷恩·托爾（英语：Rein Tölp），76歲，愛沙尼亞中長跑運動員。[78]
- 郭仁华，104岁，原海军后勤部卫生部药品器材库主任。[79]
- 刘烽，90岁，中国作曲家，代表作《山丹丹开花红艳艳》。[80]

### 15日
- 李·爾米（英語：R. Lee Ermey），74歲，美國演員，代表作《金甲部隊》，死於肺炎。[81]
- 米麗亞姆·納韋拉（英语：Miriam Naveira），83歲，波多黎各法學家，首位女性大法官（英语：Supreme Court of Puerto Rico）及首席法官（英语：Chief Justice of the Supreme Court of Puerto Rico）。[82]
- 弗蘭克·斯卡爾塔多斯（英语：Frank Skartados），62歲，希臘裔美國政治人物，前纽约州众议院議員，死於胰腺癌。[83]

### 14日
- 大衛·巴克爾（英语：David Buckel），60歲，美國律師、LGBT平權運動人士，自焚身亡。[84]
- 戴德拉·查尔斯（英語：Daedra Charles），49歲，美國女子籃球運動員（洛杉磯火花），奧運銅牌得主（1992年）。[85]
- 喬恩·米甚萊（英语：Jon Michelet），73歲，挪威作家（《獵戶腰帶（英语：Orion's Belt (novel)）》），死於癌症。[86]
- Tany（朝鲜语：타니），20歲，韓國男歌手，死於車禍。[87]
- 哈爾·格里爾（英語：Hal Greer），81歲，美國NBA前費城76人隊員，NBA50大巨星之一。[88]
- 万先进，84岁，中國學者，中山大学人类学系教授。[89]
- 李光祖 ，75歲，琵琶演奏家，汪派第三代傳人，曾為中央樂團獨奏家。[90]
- 罗杰·G·牛顿（英語：Roger Gerhard Newton），93歲，德裔美籍物理学家。

### 13日
- 沃爾特·芬克（英语：Walter Fink），87歲，德國企業家和音樂贊助人。[91]
- 威廉·尼克（英语：William Nack），77歲，美國記者和作家，死於癌症。[92]
- 拿督黄新楠，60岁，马来西亚砂拉越州政治人物，曾任南兰区国会议员、民主行动党砂州主席等。[93]
- 米洛斯·福曼（捷克語：Miloš Forman），86岁，捷克裔美国导演，代表作《飞越疯人院》和《莫扎特传》，兩屆奥斯卡最佳导演奖得主。[94]
- 李柏君，96歲，台灣京剧大師，尚派武生傳人，國立臺北藝術大學名譽博士。[95]
- 利迪婭·雷東多·德盧卡斯（英语：Lidia Redondo de Lucas），52歲，西班牙政治人物，前參議院議員。[96]
- 梁家譽，48歲，香港髮型師，萊雅（L'Oreal）的教育總監，因肝硬化、胃大量出血休克在台灣台北住所身亡。（遺體發現日）[97][98]

### 12日
- 亞歷克斯·貝克特（英语：Alex Beckett (actor)），35歲，英國演員（《二零一二》、《W1A（英语：W1A (TV series)）》、《年轻气盛》）。[99]
- 約翰·梅爾徹（英语：John Melcher），93歲，美國政治人物，前美国众议院蒙大拿州第二國會選區代表議員和美國參議院議員。[100]
- 達芬尼·謝爾德里克（英語：Daphne Sheldrick），83歲，肯亞女性動物保育家，長年致力於大象保育。[101]

### 11日
- 豪爾赫·洛薩達·斯坦伯利（英语：Jorge Lozada Stanbury），87歲，秘魯農業工程師和政治人物，前国会議員、制憲會議（英语：Peruvian Constituent Assembly election, 1978）代表及國會議長。[102]
- 波利齊尼·帕帕佩特勞（英语：Polixeni Papapetrou），57歲，澳洲攝影師，死於乳癌。[103]
- 李天，80岁，中国飞机气动力专家，中国科学院院士，航空工业沈阳飞机设计研究所首席专家。[104]
- 王妚大，95岁，中国黎族歌手，被称作“海南刘三姐”。[105]

### 10日
- 威廉·卡爾馬津（英语：Viliam Karmažin），95歲，斯洛伐克作曲家和指揮，《吉尼斯世界纪录大全》中任職最長的職業指揮。[106]
- 李大为，47岁，中國大陸電視電影導演。死於癌症。[107]
- 李耀文，99岁，中国人民解放军海军上将，曾任海军政治委员。[108]
- 梁昶植（朝鲜语：양창식），88歲，韓國政治人物，前韓國國會南原市代表議員（朝鲜语：남원시의 국회의원）。[109]
- J ·D·麥克拉奇（英语：J. D. McClatchy），72歲，美國詩人，死於癌症。[110]
- 吴南生，95岁，中国大陆政治人物，改革开放初期广东省主要领导人，曾任中国共产党深圳市委员会第一书记、深圳市人民政府市长、中国人民政治协商会议广东省委员会主席。[111]
- 杨贵，89岁，中国大陆政治人物，曾主持修建红旗渠。[112]
- 耿昇，73岁，中国学者，中国社会科学院历史研究所研究员，中国中外关系史学会名誉会长。[113]

### 9日
- 陳秋盛，75歲，台灣指揮家。[114]
- 皮爾·德斯科托（英语：Pierre Descoteaux），66歲，加拿大律師和政治人物。[115]
- 埃德爾加德·胡伯·馮·格茲多夫（英语：Edelgard Huber von Gersdorff），112歲，德國超級人瑞。[116]

### 8日
- 李汉林，71岁，中国教师，中国石油大学（华东）地球科学与技术学院资源系教授。[117]
- 萊拉·阿巴希澤（英语：Leila Abashidze），88歲，格魯吉亞女演員（《克托和科捷（英语：Keto和Kote）》、《在山中見面（英语：Meeting in Mountains）》）、電影導演和編劇，死於中風。[118]
- 彼得·勒·舍曼南特（英语：Peter Le Cheminant）爵士，97歲，英國空軍首席元帥，前根西副總督（英语：Lieutenant Governor of Guernsey）。[119]

### 7日
- 穆寧·巴魯阿（英语：Munin Barua），72歲，印度電影導演。[120]
- 彼得·格林貝格（德語：Peter Grünberg），78歲，德國物理學家，因發現巨磁阻效應與阿爾貝·費爾共同獲得2007年諾貝爾物理學獎。[121]
- 李振，94岁，山东省常务副省长，人大常委会主任。[122]
- 艾兴，93岁，中国机械工程专家、教育家，山东大学教授，中国工程院院士。[123]
- 安赫爾·佩拉爾塔·皮內達（英语：Ángel Peralta Pineda），92歲，西班牙馬背鬥牛士（英语：Rejoneador），死於呼吸衰竭。[124]

### 6日
- 丹尼尔·阿卡卡（英語：Daniel Akaka），93歲，美國夏威夷州前聯邦參議員及前聯邦眾議員。[125]
- 雅克·海格林（英语：Jacques Higelin），77歲，法國流行歌手。[126][127]
- 帕沃爾·帕斯卡（英语：Pavol Paška），60歲，斯洛伐克政治人物，前斯洛伐克國民議會議員與議長（英语：List of speakers of Slovak parliaments）。[128]

### 5日
- 尤里·阿布拉莫奇金（英语：Yuriy Abramochkin），81歲，俄羅斯攝影師和攝影記者。[129]
- 高畑勳（日語：高畑 勲），82歲，日本動畫電影導演、製作人。死於肺癌。[130]
- 海梅·索恩·萊昂（英语：Jaime Thorne León），74歲，秘魯政治人物，前國防部部長（英语：Ministry of Defense (Peru)）。[131]
- 塞西尔·泰勒，89岁，美国自由爵士乐钢琴家。[132]
- 张林昌，37岁，中国金融人物，银华基金投资经理。[133]

### 4日
- 埃爾頓·喬戈斯（英语：Elton Georges），74歲，英屬維京群島政治人物，前副總督（英语：Deputy Governor of the British Virgin Islands）。[134]
- 李铮友，82岁，中国水稻专家及政治人物，云南省副省长。[135]
- 約翰·林奇（英语：John Lynch (historian)），61歲，英國拉丁美洲歷史學家。[136]
- 雷·韋建士（英語：Ray Wilkins），61歲，英格蘭足球員及教練。[137]
- 吳順泰（朝鲜语：오순택），84歲，韓國演員。[138]

### 3日
- 雷震，本名奚重儉，84歲，香港男演員。[139]
- 哈希姆·馬漢德（英语：Hashem Mahameed），73歲，以色列政治人物，前議會議員。[140]
- 韓中杰，98歲。中國指揮家。中國國家交響樂團藝術顧問，曾任原中央樂團常任指揮40餘年。[141]
- 阿里戈·佩塔科（英语：Arrigo Petacco），88歲，意大利記者和作家。[142]
- 洛伊斯·惠勒·斯诺（英語：Lois Wheeler Snow），97歲，美國前演員、作家，埃德加·斯诺的遺孀。[143]

### 2日
- 小克萊德·比林頓（英语：Clyde Billington Jr.），83歲，美國政治人物，前康涅狄格州众议院議員。[144]
- 莫瑞斯·哈勒（英语：Morris Halle），94歲，美國生成音韻學家，麻省理工學院榮譽退休教授。曾與喬姆斯基合著《英語音系（英语：The Sound Pattern of English）》（1968）。[145]
- 温妮·马迪基泽拉-曼德拉（英語：Winnie Madikizela-Mandela），81歲，南非前總統纳尔逊·曼德拉的前妻。[146]
- 富菲·桑里（英语：Fufi Santori），81歲，波多黎各籃球運動員和作家。[147]
- 刘立人，82岁，中国学者，扬州大学文学院教授。[148]

### 1日
- 里奧斯·蒙特（西班牙語：José Efraín Ríos Montt），91歲。危地馬拉前總統，獨裁者。[149]
- 史蒂文·博赫科（英语：Steven Bochco），74歲，美國電視節目製作人（《霹靂警探（英语：Hill Street Blues）》、《洛城法網》、《紐約重案組（英语：NYPD Blue）》），死於白血病。[150]
- 喬斯林·紐曼（英语：Jocelyn Newman），80歲，澳洲政治人物，前澳大利亚参议院塔斯馬尼亞州議員、社會保障部部長（英语：Minister for Human Services (Australia)）及家庭和社區服務部部長（英语：Minister for Social Services (Australia)），死於腦退化症。[151]
- 洪維健，68歲，台灣白色恐怖事件「蘇藝林案」受難者家屬、紀錄片導演。死於心肌梗塞。[152]
- 田兆钟，80岁，中国男子三级跳运动员，教练员。[153]